# Roscoe B. Woodruff
Thiếu tướng Roscoe Barnett Woodruff (9 tháng 2 năm 1891 – 24 tháng 7 năm 1975) là sĩ quan chuyên nghiệp của Lục quân Hoa Kỳ, từng chiến đấu trong cả Thế chiến thứ nhất và Thế chiến thứ hai và tham gia quân ngũ trong suốt 38 năm. Trong Thế chiến thứ hai, ông chỉ huy các sư đoàn và quân đoàn ở châu Âu và Thái Bình Dương.
Tốt nghiệp năm 1915 tại Học viện Quân sự Hoa Kỳ (USMA) ở West Point, New York, ông là thành viên của "lớp học quy tụ các ngôi sao"; Dwight D. Eisenhower và Omar Bradley là bạn cùng lớp. Trong Thế chiến thứ nhất, ông tham chiến ở biên giới México và Mặt trận phía Tây cùng với Sư đoàn 2. Sau chiến tranh, ông phục vụ tại Vùng kênh đào Panama và theo học tại Trường Chỉ huy và Tham mưu Lục quân Hoa Kỳ và Trường Đại học Chiến tranh Lục quân Hoa Kỳ.
Trong Thế chiến thứ hai, ông được trao quyền chỉ huy Sư đoàn 77 Bộ binh ở Hoa Kỳ và Quân đoàn VII và Quân đoàn XIX ở Anh. Sau đó, ông đi đến Khu vực Tây Nam Thái Bình Dương làm tư lệnh Sư đoàn 24 Bộ binh trong trận Mindoro và trận Mindanao. Sau khi cuộc giao tranh kết thúc, ông làm tư lệnh Quân đoàn I trong quá trình Quân đội Đồng Minh chiếm đóng Nhật Bản và Tập đoàn quân số 1 và Quân đoàn XV tại Mỹ.

## Thân thế

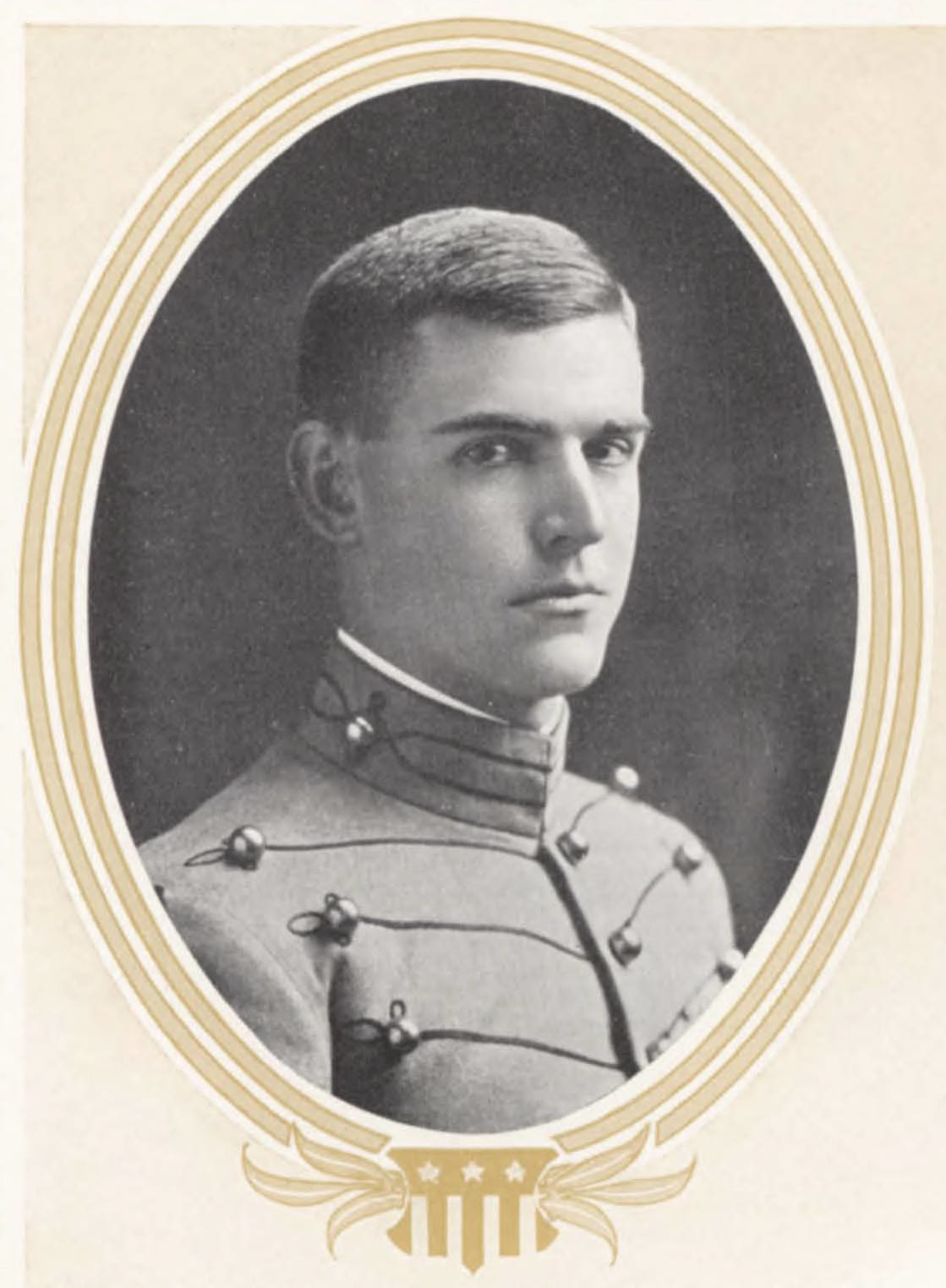
Roscoe B. Woodruff tại West Point năm 1915

Roscoe Barnett Woodruff chào đời ngày 9 tháng 2 năm 1891 tại Oskaloosa, Iowa, bố tên Calvin Woodruff, một sĩ quan quân đội và mẹ là Rhoda nhũ danh Barnett. Sau khi theo học các trường công lập và Đại học Tiểu bang Iowa, ông nhập học Học viện Quân sự Hoa Kỳ (USMA) tại West Point, New York vào ngày 14 tháng 6 năm 1911. Woodruff từng lập kỷ lục mới về môn ném búa, và với tư cách là thành viên của đội bóng bầu dục Thiếu sinh quân Lục quân năm 1913, ông đã ném bóng trúng khung thành giành lấy chiến thắng trong trận bóng bầu dục giữa hai đội Colgate-Lục quân năm 1913, đạt điểm "A" ở cả môn bóng bầu dục và môn ném búa. Ông là Đội trưởng Đội Thiếu sinh quân.
Woodruff tốt nghiệp USMA vào ngày 12 tháng 6 năm 1915, thuộc lớp West Point niên khóa 1915, thường gọi là "lớp học quy tụ các ngôi sao", xếp thứ 56 trong lớp của mình. Trong số 164 học viên tốt nghiệp năm đó, 59 (36%) đạt cấp tướng, nhiều hơn bất kỳ cấp nào khác trong lịch sử học viện này. Những người bạn học tốt nghiệp cùng ông bao gồm Dwight D. Eisenhower, Omar Bradley, James Van Fleet và Joseph T. McNarney. Woodruff được phong hàm thiếu úy Nhánh Bộ binh Lục quân Hoa Kỳ.

## Thế chiến thứ nhất
Sau khi tốt nghiệp, Woodruff phục vụ tại Laredo, Texas trên biên giới México cùng với Bộ binh số 9. Vào thời điểm đó quân đội đang đóng quân ở biên giới do mối đe dọa từ Pancho Villa. Woodruff được thăng cấp trung úy vào ngày 1 tháng 7 năm 1916. Khi đang công tác ở Biên giới Mexico, Woodruff có dịp gặp gỡ vị hôn thê của mình tên gọi Alice Wallace Gray, con gái của Đại tá Alonzo Gray, học viên tốt nghiệp West Point niên khóa 1887 và là sĩ quan Kỵ binh số 14. Họ kết hôn tại Fort McIntosh, Texas vào ngày 17 tháng 5 năm 1917. Họ có với nhau hai người con: Roscoe B. Woodruff Jr., tốt nghiệp USMA niên khóa 1941, và Dorothy Woodruff Daniels.
Sau khi Mỹ tham gia Thế chiến thứ nhất, ông được thăng cấp đại úy vào ngày 15 tháng 5 năm 1917. Ông nhận lệnh thuyên chuyển sang Bộ binh số 48 mới thành lập vào ngày 1 tháng 7 nhưng quay trở lại Bộ binh số 9 vào ngày 1 tháng 8. Ông giữ chức đại đội trưởng chỉ huy Đại đội H, Tiểu đoàn 2, Trung đoàn 9 Bộ binh, trực thuộc Sư đoàn 2. Woodruff là một trong những người bạn cùng lớp West Point đầu tiên tham chiến trong Thế chiến thứ nhất, khi Sư đoàn 2 lên đường đến Mặt trận phía Tây vào ngày 17 tháng 9 năm 1917, với tư cách là một trong những đơn vị đầu tiên của Lực lượng Viễn chinh Hoa Kỳ (AEF).
Woodruff là học viên sĩ quan tại Trường Tham mưu Lục quân ở Langres, Pháp từ ngày 28 tháng 11 năm 1917 đến ngày 14 tháng 2 năm 1918, rồi sau đó được biệt phái sang Sư đoàn 8 của Anh tại khu vực Ypres. Sau một thời gian ngắn làm huấn luyện viên cho Sư đoàn 32, ông trở về nước vào tháng 5 năm 1918.
Woodruff được điều động vào Trường Đại học Chiến tranh Lục quân Hoa Kỳ ở Washington, D.C., với cấp bậc thiếu tá tạm thời từ ngày 17 tháng 6 năm 1918. Ngày 5 tháng 7 năm 1918, ông công tác tại Phòng Tình báo Quân sự thuộc Bộ Tổng tham mưu Bộ Chiến tranh.

## Giữa hai thế chiến
Trong thời gian giữa hai cuộc chiến Woodruff vẫn ở trong quân đội. Ngày 5 tháng 6 năm 1919, ông trở thành sĩ quan tình báo quân sự ở Cục miền Nam, đóng tại Fort Sam Houston, Texas. Ông làm Trợ lý Tham mưu trưởng Tình báo Quân sự Cục miền Nam từ ngày 21 tháng 1 đến ngày 8 tháng 5 năm 1920, rồi Chánh văn phòng Phó Tham mưu trưởng Tình báo Quân sự Cục miền Nam cho đến ngày 17 tháng 2 năm 1921. Ông trở lại cấp bậc đại úy vào ngày 20 tháng 5 năm 1920, nhưng về sau được thăng cấp thiếu tá vào ngày 1 tháng 7 năm 1921.
Ngày 17 tháng 2 năm 1921, Woodruff lại tiếp tục ra nước ngoài, lần này đến Vùng kênh đào Panama làm Giám đốc điều hành Tổng kho Panama cho đến ngày 16 tháng 6 năm 1921. Ông chỉ huy một tiểu đoàn thuộc Trung đoàn 33 Bộ binh cho đến ngày 29 tháng 8 năm 1921, thì chuyển sang làm Trợ lý Tham mưu trưởng G-2 của Cục Kênh đào Panama. Ông trở lại cấp bậc đại úy vào ngày 4 tháng 11 năm 1922. Ông là Trợ lý Tham mưu trưởng, G-3, Cục Kênh đào Panama, từ ngày 29 tháng 3 năm 1923 cho đến ngày 3 tháng 3 năm 1924, trước khi trở về nước vào ngày 9 tháng 4 năm 1924.
Woodruff chỉ huy một đại đội súng trường của Bộ binh 28 tại Fort Ontario, New York, với cấp bậc thiếu tá trở lại từ ngày 1 tháng 8 năm 1924. Sau đó, ông trở thành Sĩ quan Súng máy và Lựu pháo của trung đoàn này. Ông theo học tại Trường Chỉ huy và Tham mưu Lục quân Hoa Kỳ từ ngày 20 tháng 8 năm 1926 đến ngày 17 tháng 6 năm 1927, tốt nghiệp loại xuất sắc. Sau đó, ông nhận lời mới làm giảng viên tại trường này cho đến ngày 17 tháng 8 năm 1931, rồi rời trường để theo học Trường Đại học Chiến tranh Lục quân Hoa Kỳ. Ngày 6 tháng 7 năm 1932, ông trở lại USMA làm huấn luyện viên chiến thuật. Mặc dù thường được đặt biệt danh là "Woody", các học viên đặt biệt danh cho Woodruff là "Spike", vì một trong những nhiệm vụ của ông là kiểm duyệt tờ nhật báo mang tên Pointer. Ông được thăng cấp trung tá vào ngày 1 tháng 7 năm 1936. Ngày 16 tháng 8 năm 1936, ông lại được bổ nhiệm vào Bộ Tổng tham mưu Bộ Chiến tranh, lần này là trong bộ phận tác chiến và chiến thuật.

## Thế chiến thứ hai
Tháng 7 năm 1940, Woodruff đảm nhận quyền chỉ huy Tiểu đoàn 2, Bộ binh 23, đơn vị mà ông từng phục vụ trong Thế chiến thứ nhất. Sau khi được thăng quân hàm đại tá tạm thời vào ngày 26 tháng 6 năm 1941, ông chỉ huy trung đoàn rồi đóng quân tại Fort Sam Houston, Texas. Ngày 15 tháng 1 năm 1942, ông được thăng cấp thiếu tướng.
Woodruff sau đó trở thành trợ lý tư lệnh sư đoàn (ADC) của Sư đoàn 77 Bộ binh, một đơn vị của Lực lượng Dự bị động viên, được tái hoạt động vào ngày 25 tháng 3 năm 1942 và bao gồm gần như hoàn toàn là lính nghĩa vụ quân sự. Ngày 22 tháng 6 năm 1942, ông được thăng cấp thiếu tướng, ngay sau khi lên nắm quyền tư lệnh sư đoàn vào ngày 5 tháng 6, trong quá trình huấn luyện trước khi triển khai ở Fort Jackson, South Carolina. Ông được tặng thưởng Huân chương Sao Đồng.
Ngày 22 tháng 5 năm 1943, Woodruff giao quyền chỉ huy Sư đoàn 77 cho Thiếu tướng Andrew D. Bruce và nắm quyền chỉ huy Quân đoàn VII, lúc đó đóng quân ở Anh. Bạn học cũ của ông là Dwight Eisenhower, hiện là tướng bốn sao và là Tư lệnh Quân đội Đồng Minh Tối cao ở châu Âu. Một người bạn cùng lớp khác, Trung tướng Omar Bradley, được bổ nhiệm làm tư lệnh Tập đoàn quân số 1 cho cuộc đổ bộ Normandy sắp tới của Đồng Minh, với Woodruff là một trong những tư lệnh quân đoàn, cùng với Thiếu tướng Leonard T. Gerow, tư lệnh Quân đoàn V, và Thiếu tướng Willis D. Crittenberger, tư lệnh Quân đoàn XIX.
Tất cả đều được Eisenhower và Bradley biết rõ, nhưng họ lo ngại về việc có ba tư lệnh quân đoàn đều thiếu kinh nghiệm về hành quân đổ bộ hoặc chỉ huy chiến đấu trong Thế chiến thứ hai. Gerow, người thân cận với Eisenhower và là học trò của Tướng George C. Marshall Jr., Tham mưu trưởng Lục quân Hoa Kỳ, được giữ lại, nhưng Crittenberger và Woodruff được hai tư lệnh sư đoàn giàu kinh nghiệm thay thế là Thiếu tướng Charles H. Corlett và Thiếu tướng J. Lawton Collins.
Woodruff được điều động sang chỉ huy Quân đoàn XIX, cựu chỉ huy của Crittenberger, trong vài tuần, trước khi trở về Mỹ, và ông chuyển giao quyền chỉ huy cho Corlett. Ông được trao tặng Huân chương Quân vụ Xuất sắc Lục quân. Khi trở về Hoa Kỳ, Woodruff nắm quyền tư lệnh Sư đoàn 84 Bộ binh, sau đó huấn luyện tại Camp Claiborne, Louisiana, từ tháng 3 đến tháng 6 năm 1944.
Cơ hội chỉ huy chiến đấu quy mô lớn của Woodruff cuối cùng đã đến khi ông được cử đến Khu vực Tây Nam Thái Bình Dương để chỉ huy Lực lượng Đồn trú 248 của Lục quân Mỹ đóng trên Leyte. Vào tháng 11, tư lệnh Tập đoàn quân số 6, Trung tướng Walter Krueger đột ngột trao quyền chỉ huy Sư đoàn 24 Bộ binh cho ông. Tiệc chiêu đãi chào đón ông tại chiến trường được tổ chức tại trụ sở lính dù, với 5 gallon rượu ngư lôi do thủy thủ đoàn tàu tuần tra của Hải quân Mỹ cung cấp, làm nguyên liệu chính cho đồ uống giải khát dạng lỏng.
Trớ trêu thay, Woodruff tỏ ra thành thạo trong các cuộc hành quân đổ bộ, thực hiện một loạt 25 cuộc đổ bộ lên Mindoro vào tháng 1 và tháng 2 năm 1945. Ông đã lãnh đạo chỉ huy của mình trong trận Mindanao kéo dài 5 tháng để giải phóng hòn đảo đó thoát khỏi ách chiếm đóng của quân đội Nhật Bản. Trong suốt chiến dịch này, ông bị gãy nhiều xương sườn khi rơi vào hang nhện của lính Nhật. Dù rất đau đớn và không thể ngủ được trong hai tuần liền, ông ráng giấu vết thương vì sợ bị tuyên bố là không đủ sức khỏe và được cho về nhà lần nữa. Nhờ vậy mà ông mới được trao tặng Huân chương Quân vụ Xuất sắc Lục quân với một chùm lá sồi, Huân chương Sao Bạc với hai chùm lá sồi, Huân chương Trái tim Tím và Huân chương Hàng không với một chùm lá sồi.

## Thời hậu chiến
Tháng 11 năm 1945, sau khi Thế chiến thứ hai kết thúc do cả quân Đức và quân Nhật đều đầu hàng, Woodruff chỉ huy Quân đoàn I, một phần của Tập đoàn quân Hoa Kỳ số 8, trong thời gian quân Đồng Minh chiếm đóng Nhật Bản từ ngày 3 tháng 4 năm 1946 đến ngày 1 tháng 2 năm 1948. Vì thành tích này mà ông được trao tặng Ruy băng Khen thưởng.
Từ tháng 2 năm 1948 đến tháng 3 năm 1951, Woodruff là Phó Tư lệnh Tập đoàn quân số 1 tại Fort Jay, Governors Island, New York. Ông đảm nhận chức Tư lệnh từ ngày 1 tháng 2 đến ngày 28 tháng 3 năm 1949, sau khi Tướng Courtney Hodges, người từng chỉ huy Tập đoàn quân số 1 trong Thế chiến thứ hai, và lại lên làm Tư lệnh một lần nữa từ ngày 1 tháng 10 đến ngày 31 tháng 10 năm 1950, về hưu, sau khi Tướng Walter Bedell Smith được bổ nhiệm làm Giám đốc Cơ quan Tình báo Trung ương (CIA).
Năm 1951, Woodruff lên làm tư lệnh Quân đoàn XV tại Camp Polk (nay là Fort Polk), Louisiana. Ông giải ngũ với quân hàm thiếu tướng vào ngày 31 tháng 1 năm 1953 sau 41 năm quân ngũ.

## Cuối đời
Woodruff và vợ là Alice Grey Woodruff nghỉ hưu ở San Antonio, Texas. Ông mất ngày 24 tháng 7 năm 1975, hưởng thọ 84 tuổi. Ông được chôn cất tại Nghĩa trang Quốc gia Fort Sam Houston.

## Ngày thăng cấp
| Phù hiệu                           | Quân hàm            | Binh chủng      | Ngày tháng          | Tham khảo |
| ---------------------------------- | ------------------- | --------------- | ------------------- | --------- |
| Không có phù hiệu vào thời điểm đó | Thiếu úy            | Bộ binh         | 12 tháng 6 năm 1915 | [ 6 ]     |
|                                    | Trung úy            | Bộ binh         | 1 tháng 7 năm 1916  | [ 6 ]     |
|                                    | Đại úy              | Bộ binh         | 15 tháng 5 năm 1917 | [ 6 ]     |
|                                    | Thiếu tá (tạm thời) | Bộ binh         | 17 tháng 6 năm 1918 | [ 6 ]     |
|                                    | Đại úy (đảo ngược)  | Bộ binh         | 20 tháng 5 năm 1920 | [ 7 ]     |
|                                    | Thiếu tá            | Bộ binh         | 1 tháng 7 năm 1920  | [ 7 ]     |
|                                    | Đại úy (đảo ngược)  | Bộ binh         | 4 tháng 11 năm 1922 | [ 7 ]     |
|                                    | Thiếu tá            | Bộ binh         | 1 tháng 8 năm 1924  | [ 7 ]     |
|                                    | Trung tá            | Bộ binh         | 1 tháng 7 năm 1936  | [ 8 ]     |
|                                    | Đại tá              | Lục quân Hoa Kỳ | 26 tháng 6 năm 1941 | [ 9 ]     |
|                                    | Chuẩn tướng         | Lục quân Hoa Kỳ | 15 tháng 1 năm 1942 | [ 9 ]     |
|                                    | Thiếu tướng         | Lục quân Hoa Kỳ | 22 tháng 6 năm 1942 | [ 9 ]     |